# Szabolcs Szalay
Szabolcs Szalay (Veszprém, 17 febbraio 2002) è un calciatore ungherese, attaccante del Nafta 1903 in prestito dallo Zalaegerszeg.

## Carriera

### Club
Cresciuto nel settore giovanile dell'Haladás, debutta in prima squadra il 15 settembre 2019, in occasione dell'incontro di Nemzeti Bajnokság II perso per 0-1 contro lo Soroksár. Nel gennaio 2021, dopo aver totalizzato 25 presenze e tre reti con la maglia dell'Haladás, viene acquistato dallo Zalaegerszeg, con cui esordisce in Nemzeti Bajnokság I il 7 febbraio 2021, disputando l'incontro perso per 1-2 contro la Puskás Akadémia.

### Nazionale
Ha giocato nelle nazionali giovanili ungheresi Under-16, Under-17, Under-19 ed Under-21.

## Statistiche

### Presenze e reti nei club
Statistiche aggiornate al 28 novembre 2022.
| Stagione            | Squadra             | Campionato          | Campionato | Campionato | Coppe nazionali | Coppe nazionali | Coppe nazionali | Coppe continentali | Coppe continentali | Coppe continentali | Altre coppe | Altre coppe | Altre coppe | Totale | Totale |
| Stagione            | Squadra             | Comp                | Pres       | Reti       | Comp            | Pres            | Reti            | Comp               | Pres               | Reti               | Comp        | Pres        | Reti        | Pres   | Reti   |
| ------------------- | ------------------- | ------------------- | ---------- | ---------- | --------------- | --------------- | --------------- | ------------------ | ------------------ | ------------------ | ----------- | ----------- | ----------- | ------ | ------ |
| 2019-2020           | Haladás             | NB2                 | 11         | 2          | CU              | 4               | 2               |                    | -                  | -                  |             | -           | -           | 15     | 3      |
| 2020-gen. 2021      | Haladás             | NB2                 | 10         | 0          | CU              | 0               | 0               |                    | -                  | -                  |             | -           | -           | 10     | 0      |
| Totale Haladás      | Totale Haladás      | Totale Haladás      | 21         | 2          |                 | 4               | 1               |                    | -                  | -                  |             | -           | -           | 25     | 3      |
| gen.-giu. 2021      | Zalaegerszeg        | NB1                 | 2          | 0          | CU              | 2               | 0               |                    | -                  | -                  |             | -           | -           | 4      | 0      |
| ago. 2021           | Zalaegerszeg        | NB1                 | 2          | 0          | CU              | -               | -               |                    | -                  | -                  |             | -           | -           | 2      | 0      |
| ago.-dic. 2021      | Tiszakécske         | NB2                 | 14         | 2          | CU              | 1               | 0               |                    | -                  | -                  |             | -           | -           | 15     | 2      |
| gen.-giu. 2022      | Zalaegerszeg        | NB1                 | 9          | 0          | CU              | -               | -               |                    | -                  | -                  |             | -           | -           | 9      | 0      |
| 2022-2023           | Zalaegerszeg        | NB1                 | 13         | 2          | CU              | 0               | 0               |                    | -                  | -                  |             | -           | -           | 13     | 2      |
| Totale Zalaegerszeg | Totale Zalaegerszeg | Totale Zalaegerszeg | 26         | 2          |                 | 2               | 0               |                    | -                  | -                  |             | -           | -           | 28     | 2      |
| Totale carriera     | Totale carriera     | Totale carriera     | 61         | 6          |                 | 7               | 1               |                    | -                  | -                  |             | -           | -           | 68     | 7      |

## Palmarès

### Club

#### Competizioni nazionali
- Coppa d'Ungheria: 1

Zalaegerszeg: 2022-2023